# Stangesemidalis
Stangesemidalis is een geslacht van insecten uit de familie van de dwerggaasvliegen (Coniopterygidae), die tot de orde netvleugeligen (Neuroptera) behoort.

## Soort
- S. subandina Gonzalez Olazo, 1985